# Babylon Whores
Babylon Whores es una banda de estilo death rock, heavy metal,procedente de Finlandia fundada en 1994 por Ike Vil y Ewo Meichem. En 2006 la banda solamente lanza dos sencillos,tres EP y tres álbumes.

## Miembros
- Mr. Boa – guitarras
- Pete Liha – batería
- Antti Litmanen – guitarra
- Taneli Nyholm (aka Daniel Stuka) – bajo - guitarras
- Ike Vil – voces

### Miembros pasados
- Jake Babylon (1994–1999) – bajo
- Jussi Konttinen (1994–1995) – guitarras
- Kouta (1995–1998) – batería
- Ewo Pohjola (aka Ewo Meichem) (1994–1999) – guitarra
- M. Ways (1994) – bajos

## Discografía

### Singles
- Devil's Meat (1994)
- Errata Stigmata (2000)

### EP
- Sloane 313 (1995)
- Trismegistos (1996)
- Deggael (1998)

### Álbumes en estudio
- Cold Heaven (1997)
- King Fear (1999)
- Death of the West (2002)